# L'Acteur (film)
Pour les articles homonymes, voir L'Acteur.
Pour plus de détails, voir Fiche technique et Distribution.
L'Acteur (هنرپیشه, Honarpisheh) est un film iranien réalisé par Mohsen Makhmalbaf, sorti en 1993.

## Synopsis
Le film met en scène la vie d'un acteur de seconds rôles, Akbar Abdi (en persan : اکبر عبدی) dans son propre rôle, à côté de sa femme, Fatemeh Motamed-Arya (en persan : فاطمه معتمد آریا). La vie de couple, leur relation tendue et la prise d'Abdi avec son personnage qui le hante partout et dont il n'est pas particulièrement fier, quoiqu'il se sente familier avec, tissent le nœud de ce drame de couple.
Croyant que son mari ne l'aime plus, et  doutant de sa fécondité, elle déniche une bohémienne en détresse (Mahaya Petrosian), la recueille chez elle, la transforme en femme au foyer pour faire plaisir à son mari, Akbar. Mais ce dernier n'apprécie guère l'initiative de son épouse. Tout tourne alors en dérisoire et crée des moments comiques, surtout pour faire rire les spectateurs qui connaissent Abdi en tant qu'acteur de comédies dérisoires et légères.
La vision de l'acteur Abdi qui, par métier, fait rire les gens, dévoile à quel point sa vie est un drame. Embarrassé de son personnage et en tiraillement continuel avec sa femme mélancolique et un peu superstitieuse, Abdi ne sait plus où  donner de la tête et délire en ravageant les gigantesques effigies de son personnage sur les panneaux d'affichage des salles de cinéma.
Avec L'Acteur, Mohsen Makhmalbaf ouvre un nouveau volet dans l'élaboration du scénario et de la forme du cinéma iranien.

## Fiche technique
- Titre français : L'Acteur
- Titre original :  هنرپیشه (Honarpisheh)
- Scénariste, éditeur et réalisateur : Mohsen Makhmalbaf
- Assistante-réalisateur : Fatemeh Meshkini
- Durée : 86 minutes
- Pays :  Iran
- Année de production : 1993

## Distribution
- Akbar Abdi
- Fatemah Motamed-Aria
- Mahaya Petrosian
- Hamideh Kheirabadi
- Parvin Soleimani
- Hossein Panahi
- Mohammad Reza Sharifinia
- Hossein Shamlou